# Pailitas
Pailitas es un municipio de Colombia, situado en el noreste del país, en el departamento de Cesar. Se sitúa a 226 km de la capital departamental, Valledupar. Limita al sur con Pelaya, al este con el departamento de Norte de Santander, al norte con Chimichagua, y al oeste con Tamalameque.

## División Político-Administrativa
Además de su Cabecera municipal. Pailitas tiene bajo su jurisdicción los siguientes Centros poblados:
- El Burro
- La Floresta
- Palestina
- Rivera

## Historia
En el año 1939 llegó de El Carmen (Norte de Santander) una comisión del Ministerio de Obras Públicas para hacer el trazado de la carretera Troncal del Oriente.
Esta comisión estaba compuesta por cinco personas: Emilio Atehortúa, ingeniero jefe, José Caro Leman, segundo ingeniero, Alfonso Galvis, médico, Eliborio Gutiérrez, pagador, y Carlos Angulo, cadenero; la comisión que necesitaba de personal para hacer el trabajo, contrató a doce hombres quienes en su mayoría eran nativos de El Carmen (Norte de Santander) y quienes conocían lo suficiente sobre el trazado, porque habían trabajado en la carretera de Gramalote a El Carmen y de El Carmen a La Gloria (Cesar).
El trazado lo comenzaron en el caserío de Villa Nueva (Norte de Santander), de donde pasaron a la fincas Culebras y Maicito; después de transcurrido varios días trazando llegaron al Cerro Bobali en donde los sorprendió un camino banqueado, ancho, poblado de árboles, hecho por los españoles para hacer la travesía del Catatumbo, buscando comunicarse con el río Magdalena.
Posteriormente procedieron a dejar el camino blanqueado y seguir, para continuar con la elaboración del trazo de la carretera. El ingeniero Emilio Atehortúa perdió la brújula que los orientaba una noche que acamparon a orillas de un caño, por culpa de un barrejobo de una quebrada aledaña, lo que ocasiono que la comisión se extraviara en medio de la selva. A los ocho días de estar perdidos se encontraron con dos cazadores (los hermanos Arce), quienes se encargan de conducirlos hasta la Sabana de la Mula (Carrizal) y posteriormente llegan a Mata de Bijao (hoy Pelaya).
El trazado no se siguió por las estribaciones de los cerros, por la información que recibió Emilio Atehortúa sobre un camino real que existía de Mata de Bijao a La Mata. Con base en esta nueva información hacen un nuevo trazado y toman como punto de partida a La Mata. Pasan el trazado por Mata de Bijao (Pelaya), siguen y más adelante hacen el campamento de Las Damas. Llegan a caño Sucio, prosiguen el trazado de la carretera Troncal del Oriente de La Mata a Rincón Hondo atravesando la finca de Cristo Díaz y María del Tránsito y arman las carpas a orillas de una quebrada caudalosa, que más tarde tomó el nombre de La Floresta.
Continúan el camino y llegan, a un caño que Emilio Atehortúa lo llamó caño Azul por sus aguas cristalinas, después de varios días de recorrido, encontraron otro caño que lo llamaron caño Azul de la Montaña por encontrase este en medio de una pequeña montaña llena de mucha vegetación. En esta travesía se tropieza esta comisión con vestigios de la existencia de un trapiche localizado a las orillas de un nuevo caño y decidieron bautizarlo con el nombre de caño Trapiche.
Un nuevo actor aparece en esta historia: Marcial Guerra conocedor de estas tierras, quien se encarga de guiar al ingeniero Emilio Atehortúa hasta las propiedades del señor Luís Antonio Camacho Prada, lugar donde el ingeniero le solicita al propietario que le conceda acentuar el campamento. En la búsqueda de un mejor sitio suben por una quebrada que atraviesa estas tierras llegando a un llano ubicado a un lado de un pozo que recibía el nombre de Pailas, Camacho Prada refirió al ingeniero Emilio Atehortúa el origen del pozo. Atehortúa quedó complacido con el lugar rodeado además de montañas y decidió construir en este sitio el centro de operaciones llamándole a este sitio el campamento de Pailas. Con la construcción de dos viviendas especiales para el ingeniero y el médico del Ministerio de Obras Públicas, se da inicio a la población de esta zona.
Posteriormente con la construcción del hospital (con tablas aserradas), lugar donde funcionará el colegio San José de Tunumá, se inició en firme el poblamiento de Pailitas el 4 de marzo de 1941. Sin duda alguna la construcción de esta arteria nacional permitió que una vasta región de montañas, valles, sabanas y llanuras completamente baldías, fueran colonizadas y desarrolladas por gente provenientes de El Carmen, Convención y Ocaña, todos poblados de departamento de Norte de Santander, a quienes se sumaron, además, personas procedentes de los departamentos de Santander del Sur, Antioquia, Magdalena y Bolívar.
Se formaron grandes finas, haciendas ganaderas y nuevas veredas levantadas con el sudor de estos campesinos errantes, deseosos de tener un asentamiento para sus familias, se abrieron caminos reales que hoy en día se encuentran convertidos en caminos carreteables por donde transitan los mismos campesinos de antaño añorando la paz y armonía de tiempos pasados.

## Festividades
Febrero: Carnavales
Pailitas es un pueblo de tradiciones, en el mes de febrero se realizan los carnavales, en donde las personas mancomunadamente, dan a conocer las raíces históricas que dieron origen a la población, esta festividad se alterna o complementa con música, shows, espectáculos, etc.
Mayo o abril: Semana Santa
En Semana Santa, el pueblo se engalana y destaca en el departamento por su religiosidad; en esta celebración se realizan procesiones en honor a la virgen del Carmen, pero lo más destacado es el alto número de creyentes que visitan el municipio para deleitarse con los ricos manjares y delicias de Pailitas.
Julio: Fiestas Patronales
Para el mes de julio se realizan las Fiestas Patronales de la Virgen del Carmen, éstas son las más destacadas y reconocidas del municipio y la región; en la festividad que va del 16 a 20 julio, se realizan cabalgatas, corridas de toros, eucaristías y procesiones en honor a la virgen del Carmen, conciertos de cantantes destacados nacionalmente, muestras y exposiciones agrarias, ganaderas, porcinas, etc.
Octubre: Encuentro Departamental de Bandas 
Desde el año 2007 se ha realizado en este municipio un encuentro de bandas y coros a nivel regional, posteriormente en el año 2009 se inició el primer Encuentro Departamental de Bandas del Cesar, que se realiza hasta la fecha. Este encuentro, es una muestra departamental de las mejores bandas marciales del Cesar, este certamen es muy competitivo y apetecido por cada uno de los músicos de la región. 
Diciembre: Copa Navideña
Este torneo reúne a los mejores equipos de microfútbol del país, los cuales se disputan este certamen reconocido nacionalmente por su gran categoría y profesionalismo;el torneo se realiza del 1 al 22 de diciembre .
Diciembre: Reencuentro Pailitense
El 23 de diciembre se realiza este evento para dar la bienvenida a todos aquellas personas que son de Pailitas, pero viven en otros lugares del país, el evento es acompañado de conciertos y juegos pirotécnicos.

## Estructura organizacional municipal
| Pailitas     | Pailitas    | Pailitas                   |
| Departamento | Código DANE | Categoría municipal (2023) |
| ------------ | ----------- | -------------------------- |
| Cesar        | 20517       | Sexta                      |

- Personería: Es un centro del Ministerio Público de Colombia que ejerce, vigila y hace control sobre la gestión de las alcaldías y entes descentralizados; velan por la promoción y protección de los derechos humanos; vigilan el debido proceso, la conservación del medio ambiente, el patrimonio público y la prestación eficiente de los servicios públicos, garantizando a la ciudadanía la defensa de sus derechos e intereses.

- Concejo Municipal: Es la suprema autoridad política del municipio. En materia administrativa sus atribuciones son de carácter normativo. También le corresponde vigilar y hacer control político a la administración municipal. Se regulan por los reglamentos internos de la corporación en el marco de la Constitución Política Colombiana (artículo 313) y las leyes, en especial la Ley 136 de 1994 y la Ley 1551 de 2012.

Constituido por 11 concejales por un periodo de 4 años.
- Alcaldía Municipal: En esta se encuentra la administración distrital y las entidades descentralizadas del municipio.

El alcalde se pronuncia mediante decretos y se desempeña como representante legal, judicial y extrajudicial del municipio. El alcalde municipal es Alexander Toro Pérez (2024-2027).
- JAL.

## Servicios públicos
- Energía Eléctrica: Afinia, del grupo EPM, es la empresa prestadora del servicio de energía eléctrica.
- Gas Natural: Vanti es la empresa distribuidora y comercializadora de gas natural en el municipio.